# Munenaga

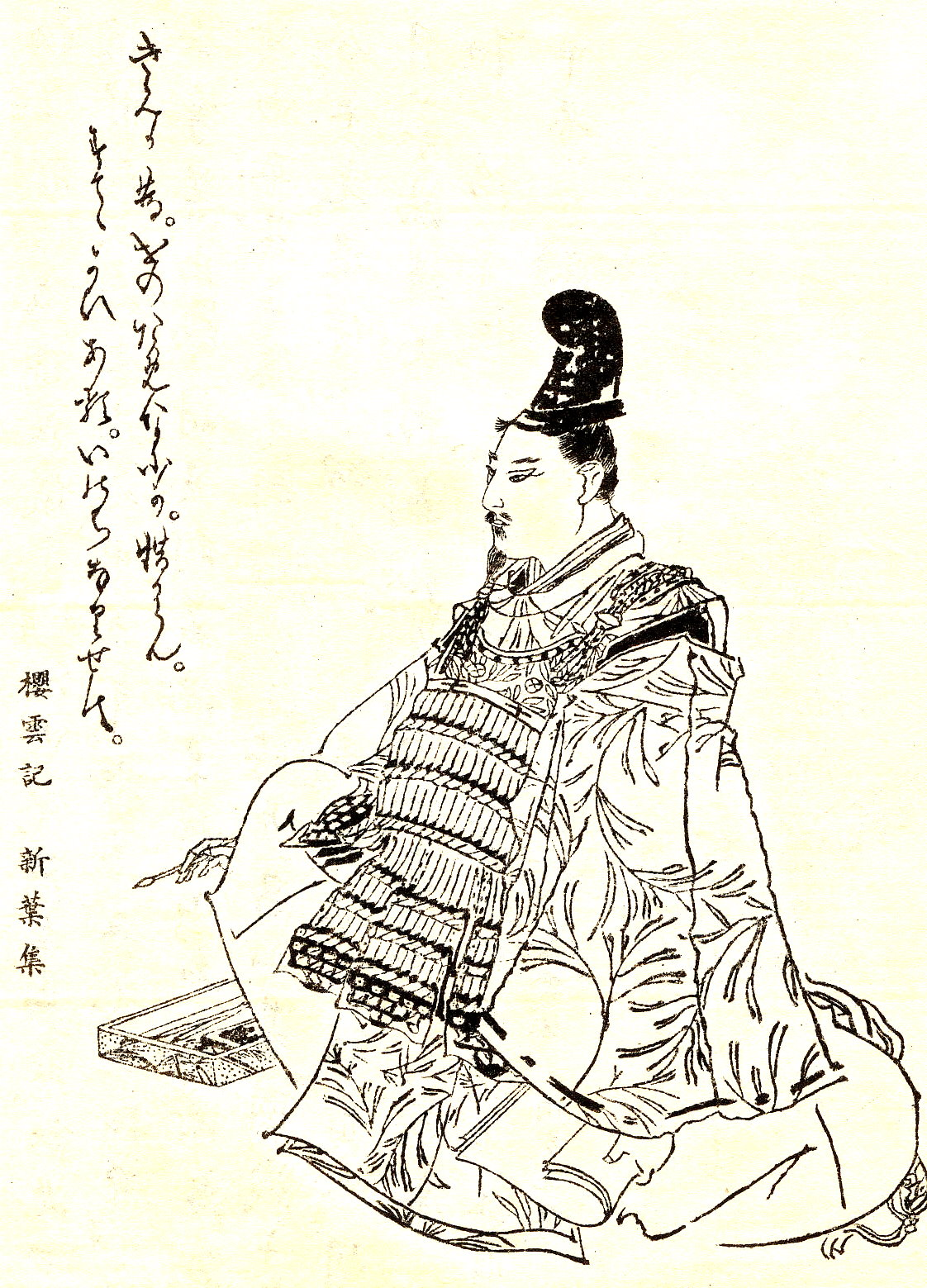
Munenaga-shinnō

Munenaga-shinnō (jap. 宗良親王, dt. „Prinz Munenaga“; * 1311; † 14. September 1385), auch als Muneyoshi-shinnō, gelesen war ein japanischer Prinz (Shinnōke), buddhistischer Mönch und Dichter.
Der Sohn des Tennō Go-Daigo und (über seine Mutter) Enkel des Dichters Nijō Tameyo wurde in seiner Jugend buddhistischer Mönch. Er trat in das Myōhōin-Kloster ein, wo bereits seine dichterische Begabung auffiel, die derjenigen Jiens gleichgestellt wurde. 1330 wurde er als Abt des Klosters Enryaku-ji Oberhaupt der Tendai-Schule des Buddhismus.
Während des Exils seines Vaters lebte Munenaga in der Provinz Sanuki, nach dessen Rückkehr nach Kyōto wurde er erneut in seine Funktion eingesetzt. Nach der Vertreibung Go-Daigos flüchtete Munenaga mit dem General und Historiker Kitabatake Chikafusa in die Provinz Ise. In den nächsten Jahren wirkte er als Feldherr, Diplomat und Dichter auf der Seite des Südhofes. 
1375 war Munenage Schiedsrichter beim Dichterwettbewerb Nanchō Gohyakuban Uta awase am südlichen Kaiserhof. Fünfzig der Gedichte fanden Aufnahme in die von ihm kompilierte kaiserliche Sammlung Shin'yō Wakashū.